# Johann Hieronymus Kniphof
Johann(es) Hieronymus Kniphof (Erfurt, 24 de febrero de 1704—Erfurt, 23 de enero de 1763) fue un algólogo, botánico y médico alemán. Poseyó un importante herbario preparado con varias centenas de impresiones. Y fue muy importante para el desarrollo de la botánica pues su herbario era de plantas secas.
Después de asistir al Gimnasio de Erfurt, de 1719 a 1722; años seguidos posteriormente de estudios en Jena y en Erfurt. Desde 1727 estuvo en Erfurt como médico y profesor de medicina. En 1736 perdió su casa y su biblioteca en un incendio. Profesor titular de medicina desde 1737; y en 1747 fue nombrado decano de los médicos docentes designados. Desde 1761 hasta su muerte, fue Rector de la Universidad de Erfurt.

## Algunas publicaciones
Como autor de la primera edición de un herbario que apareció en 1733, la segunda y tercera, y ampliadas significativamente en 1747, y en 1758.

### Libros
- johann hieronymus Kniphof, johann gottfried Trampe, friedrich wilhelm von Leysser, Carlos Linneo (von.), christian gottlieb Ludwig. 1757. Botanica in Originali seu Herbarium virum in quo plantarum ...: peculiari quadam ... enchiresi atramento impressorio obductarum nominibusque suis ad methodum ... Linnæi et Ludwigii insignitarum ... 10 pp.

- --------------------------, august gotthelf Grauel. 1752. Dissertatio inauguralis physiologica de capite coniformi foetus partum facilitante .... Ed. Typis Joh. Christoph. Heringii. 28 pp.

- --------------------------, thomas Vogt. 1747. Dissertatio inauguralis medica sistens examen succedaneorum quorundam corticis Peruviani febrifugi ... Ed. Typis Joh. Christoph. Heringii. 38 pp.

## Honores

### Epónimos
- (Asphodelaceae) Kniphofia Moench[1]

- La abreviatura «Kniph.» se emplea para indicar a Johann Hieronymus Kniphof como autoridad en la descripción y clasificación científica de los vegetales.[2]